# Albert Auguste Perdonnet

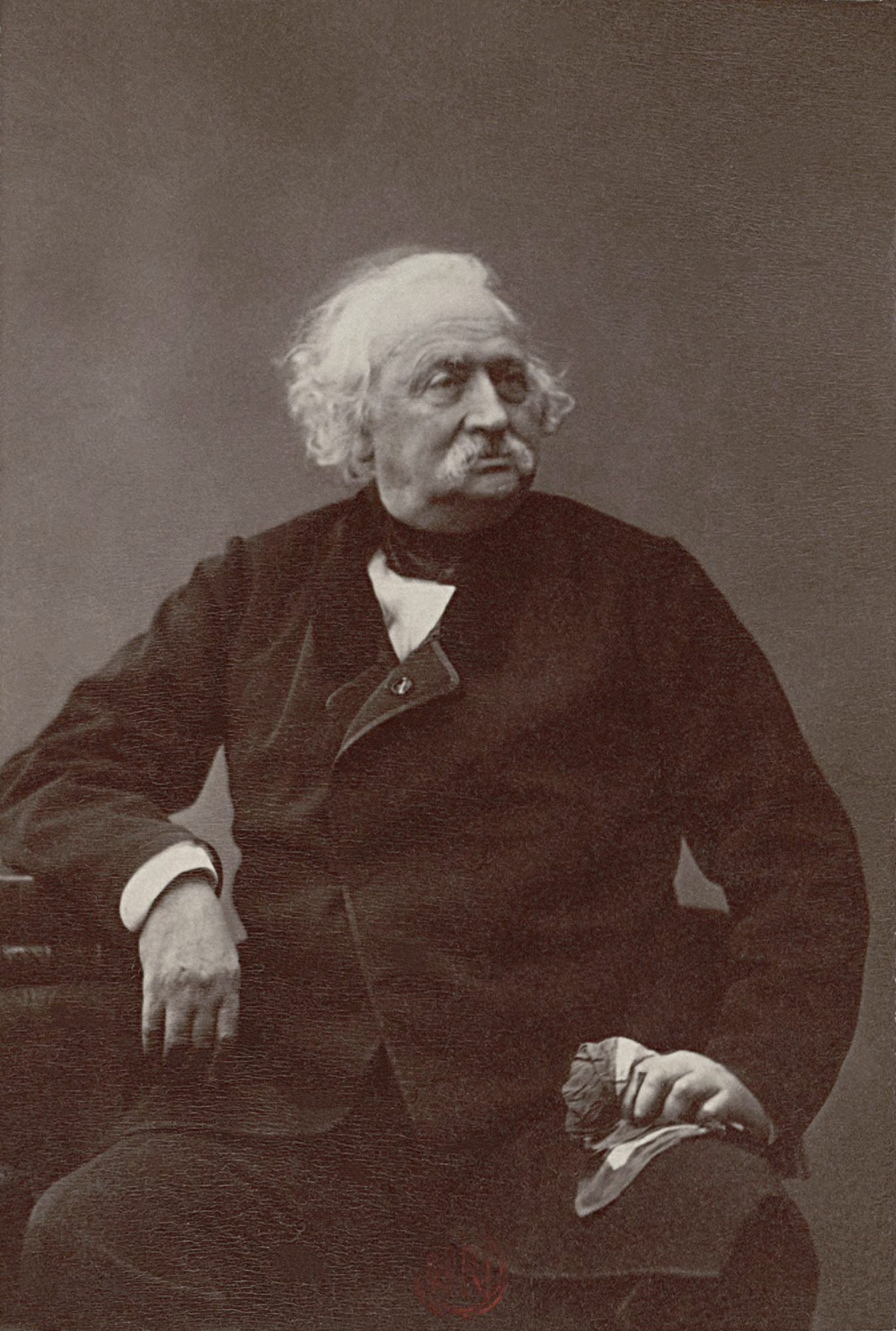
Auguste Perdonnet

Albert Auguste Perdonnet (* 12. März 1801 in Paris; † 27. September 1867 in Cannes) war ein französischer Ingenieur und Eisenbahnpionier.
Augustes protestantischer Vater Vincent Perdonnet war aus Vevey nach Paris zugewandert. Die École polytechnique, in die Auguste 1821 aufgenommen wurde, musste er im Folgejahr wieder verlassen, da er in den Verdacht geraten war, dem Geheimbund der Charbonnerie nahezustehen. Seinen Abschluss erwarb er dann als Bergbauingenieur von der Bergbauhochschule ENSMP (École nationale supérieure des mines de Paris).
Sein Berufsleben widmete Perdonnet dem Eisenbahnbau. Bereits 1830 veröffentlichte er zusammen mit Léon Coste die erste einschlägige Monographie in französischer Sprache. 1831 bot er an der École Centrale des Arts et Manufactures die erste Lehrveranstaltung Frankreichs zum Eisenbahnbau an. Im selben Jahr sagte er in einem Brief voraus, dass die Eisenbahn nicht nur für den Personentransport und den Transport wertvoller Waren geeignet, sondern mittelfristig sogar in der Lage sei, den Kanälen Konkurrenz zu machen. Mitte der 1830er Jahre war Perdonnet an der Planung des 1840 eingeweihten Eisenbahnviaduktes von Meudon beteiligt, das heute als ältestes Ingenieurbauwerk des französischen Eisenbahnwesens gilt. 1855/56 veröffentlichte er das Lehrbuch Traité élémentaire des chemins de fer (Elementare Abhandlung über die Eisenbahn). In der Ehrenlegion brachte es Perdonnet bis zum „Commandeur“. Von 1862 bis 1867 leitete er die École Centrale des Arts et Manufactures. Perdonnet ist auf dem Friedhof Père-Lachaise beigesetzt.
Perdonnet ist einer der 72 Personen, deren Namen Gustave Eiffel auf dem Eiffelturm eingravieren ließ. In Paris ist in der Nähe des Gare du Nord die Rue Perdonnet nach ihm benannt.

## Werke
- Mémoire sur les chemins à ornières (Léon Coste und Auguste Perdonnet, 1830)
- Traité élémentaire des chemins de fer (Auguste Perdonnet), Paris: Langlois et Leclercq 1855-1856 1. Band; 2. Band; 3. Band; 4. Band

| Personendaten    | Personendaten                                |
| ---------------- | -------------------------------------------- |
| NAME             | Perdonnet, Albert Auguste                    |
| KURZBESCHREIBUNG | französischer Ingenieur und Eisenbahnpionier |
| GEBURTSDATUM     | 12. März 1801                                |
| GEBURTSORT       | Paris                                        |
| STERBEDATUM      | 27. September 1867                           |
| STERBEORT        | Cannes                                       |